# Joseph Sauze Desguillons
Joseph Sauze Desguillons, född 1750, död 5 november 1822 i Stockholm, var en fransk skådespelare verksam i Sverige från 1781. 1781-1792 var han medlem av Gustav III:s Franska teater. När sällskapet upplöstes stannade Desguillons kvar i Stockholm och tillsammans med sin fru, skådespelaren Anne Marie Milan Desguillons fungerade som föreståndare för Dramatens elevskola 1793–1800. Under åren 1803–1806 var paret åter verksamma i Stockholm, nu som ledare för ett franskt skådespelarsällskap, Kongl. Franska truppen. Desguillons var en tid ägare till Gåshaga gård på Lidingön.